# Tallbacken, Borlänge kommun
Tallbacken är en småhusområde öster om Borlänge och väster om Ornäs i Borlänge kommun. Bebyggelsen har sedan 2020 av SCB klassats som en småort.